# Монакино (Партизанский район)
В Уссурийском городском округе Приморья есть село Монакино
Мона́кино — деревня в Партизанском районе Приморского края. Входит в состав Сергеевского сельского поселения.

## География
Деревня Монакино стоит на левом берегу реки Сергеевка (левый приток реки Партизанская), примерно в 1 км выше впадения в неё слева реки Алексеевка.
Через деревню проходит автотрасса Находка — Кавалерово. Следующий (на восток) населённый пункт на автотрассе «Находка — Кавалерово» — село Лазо, районный центр Лазовского района, до него 56 км.
Расстояние до административного центра сельского поселения Сергеевка (на юг по трассе) около 8 км. Расстояние до районного центра Владимиро-Александровское (на юг по трассе) около 63 км.

## Население
| 1915 | 2002 | 2010 |
| ---- | ---- | ---- |
| 113  | ↘37  | ↘33  |

## Улицы
В деревне имеются две улицы: ул. Дорожная и ул. Кедровая.

## Экономика
Жители занимаются сельским хозяйством.